# Maria Edgeworth

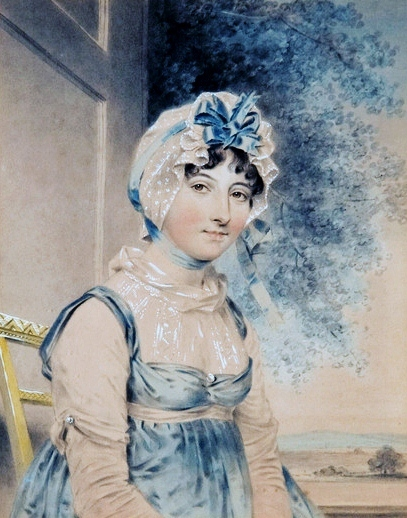
Maria Edgeworth

Maria Edgeworth (ur. 1 stycznia 1767, zm. 22 maja 1849) – powieściopisarka pochodzenia angielsko-irlandzkiego, także autorka tekstów dla dzieci. Urodzona w Black Bourton, wsi w angielskim hrabstwie Oxfordshire. W swoich dziełach szczególnie upodobała sobie temat życia w Irlandii.
W roku 1782 przeprowadziła się wraz z rodziną do Irlandii, gdzie wraz z siostrą pomagały ojcu w zarządzaniu posiadłością, co umożliwiło pisarce zdobycie wiedzy o irlandzkim chłopstwie, która była fundamentem jej późniejszych dzieł. Młoda Maria była zachęcana do tworzenia przez rodzinę, stanowiącą dla niej także zarówno inspirację, jak i grupę pierwszych czytelników.
Autorka za swoją twórczość była poważana m.in. przez Waltera Scotta oraz Jane Austen. Jej ojcem był konstruktor Richard Lovell Edgeworth.

## Wybrane dzieła
- The Parent's Assistant - 1796
- Practical Education - 1798
- Castle Rackrent - 1800
- Belinda - 1801
- Leonora - 1806
- The Absentee - 1812
- Patronage - 1814
- Harrington - 1817
- Ormond - 1817
- Helen - 1834